# Rudolph Kündinger

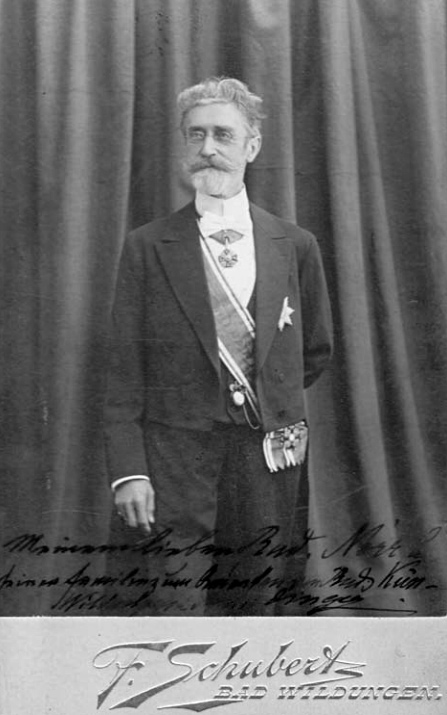
Rudolph Kündinger

Rudolph Kündinger (auch russisch Рудольф Васильевич Кюндингер; * 2. Mai 1832 in Nördlingen, Königreich Bayern; † 9. Februar 1913 in Sankt Petersburg, Russisches Kaiserreich) war ein Pianist, Komponist und Musikpädagoge.

## Leben

### Kindheit und Jugend in Nördlingen und Nürnberg
Rudolph Kündingers Vater Georg Wilhelm Kündinger (1800–1867), ein Pianist und Komponist, war zur Zeit von Rudolphs Geburt Kantor in Nördlingen. Am 31. August 1838 wurde Georg Wilhelm Kündinger Kantor an Heilig-Geist in Nürnberg. Von 1841 bis 1846 besuchte Rudolph Kündinger die Lateinschule des Egidiengymnasiums. Unterricht in Harmonielehre und Kontrapunkt erhielt er beim Städtischen Musikdirektor Ernst Blumröder (1776–1858). Klavier- und Orgelunterricht erteilte ihm sein Vater.

### Zeit in Russland
1850 ging er nach Sankt Petersburg. Hier spielte er bei den Universitätskonzerten ein Klavierkonzert von Henry Litolff. Kündinger nahm zunächst eine Anstellung bei Baron Alexander von Vietinghoff (* 1796), einem kaiserlich-russischen Wirklichen Staatsrat und Kammerherrn des Zaren, an. Da Vertreter der Familie Vietinghoff sich nachweislich 1850 mehrfach in Nürnberg aufgehalten hatten, ist es plausibel, dass Kündinger mit Aussicht auf diese Stellung, die Reise nach Sankt Petersburg antrat. Es wird diskutiert, dass der aus Franken stammende Adolf Henselt die Kontakte vermittelt hatte. Sophie von Vietinghoff, die Dame des Hauses, eine begabte Pianistin, war Schülerin Henselts und John Fields. Kündinger wurde Klavierlehrer ihrer beiden jüngsten Söhne Modest (* 1835) und Aleksej von Vietinghoff (* 1836). Der spätere Komponist Boris von Vietinghoff-Scheel war deren älterer Bruder. 1854 war Kündinger unter der Leitung Henselts Klavierlehrer am Nikolai-Waiseninstitut für junge Damen aus vornehmem Hause. 1855 wurde er als Klavierlehrer des fünfzehnjährigen Peter Iljitsch Tschaikowski von dessen Vater Ilja Petrowitsch Tschaikowski engagiert. Kündinger unterrichtete Tschaikowski bis 1858.
1860 wurde er Klavierlehrer der Kinder des Großfürsten Konstantin Nikolajewitsch Romanow und trat damit in die Dienste der kaiserlichen Familie. Wie sein Bruder, der Geiger August Kündinger, der inzwischen auch in Sankt Petersburg weilte, wurde er Mitglied der kaiserlichen Hofkapelle. Maria Fjodorowna, die später Zarin und deren Sohn der spätere Zar Nikolaus Alexandrowitsch zählten zu seinen Schülern. 1866 wurde er zum Hofpianisten der Großfürstin Alexandra ernannt.
Als Pianist trat er regelmäßig in den Konzerten der von Anton Grigorjewitsch Rubinstein 1859 begründeten Russischen Musikgesellschaft auf. 1879 erhielt er eine Professur am Sankt Petersburger Konservatorium, legte diese aber wieder ein Jahr später nieder. Im August 1863 heiratete er Marie Luise Hoeke. Ende Januar 1875 heiratete er Natalia Nikitina. Beide Ehen waren vermutlich kinderlos.
1905 hielt er sich zur Kur in Bad Wildungen auf.
Rudolph Kündinger wurde auf dem Nikolaus-Friedhof des Alexander-Newski-Klosters bestattet. Er war Träger des Ordens des heiligen Wladimir. Damit verbunden war ein erblicher Adelstitel und eine jährliche Pension. 1878 wurde ihm der St. Annen-Orden zweiter Klasse mit Brillanten verliehen.

### Familie
Die Geschwister Rudolph Kündingers waren Christiana Wilhelmine (* 6. Januar 1825, † 16. April 1829), der Geiger August Wilhelm Kündinger (* 13. Februar 1827; † 20. April 1895), der Cellist Paul Kanut Kündinger (* 12. April 1830; † nach 1906) und Lisette, verheiratete Uebel (1837–1909). Seine Mutter Karolina Kündinger hatte den Geburtsnamen Nörr.

## Werke (Auswahl)

### Werke mit Opuszahl
- Andante grazioso für das Piano-Forte allein op. 1, veröffentlicht in: Musikalischer Telegraf. Wochenblatt für das Jahr 1850. Wien, Haslinger, 1850, S. 187–190.
- Souvenir de Poloustrowa. Morceau de Salon pour le Piano As-Dur. op. 6, Leipzig, Breitkopf & Härtel
- Premier Grand Trio pour Piano, Violon et Violoncelle cis-Moll op. 10, Leipzig, Breitkopf & Härtel, Baron von Vietinghoff gewidmet
- Second Nocturne pour le Piano b-Moll op. 11, Leipzig, Breitkopf & Härtel
- Galopp brillant pour le Piano à quatre mains op. 12, Leipzig, Breitkopf & Härtel
- Hommage à l’Inconnue. Morceau de Salon pour le Piano op. 14, Leipzig, Breitkopf & Härtel
- Mazurka-Fantaisie pour le Piano op. 16,
- Mazurka de Concert pour le Piano Es-Dur op. 17, Leipzig, Breitkopf & Härtel

### Werke ohne Opuszahl
- Préludes à l’usage des amateurs pour servir introductions aux morceaux à exécuter, Sankt Petersburg, Bernard, 1865
- Souvenir d’Oranienbaum. Polka de Salon, Sankt Petersburg, Bernard, 1865
- Elfentanz von David Popper für Violoncello op. 39, 1881, für Klavier übertragen, Hamburg, Daniel Rahter, 1881 (Digitalisat beim IMSLP)
- 14 Klavier-Übungen für die linke Hand allein mit besonderer Berücksichtigung des 3., 4. und 5. Fingers, Hamburg, Daniel Rahter OCLC 959006145